# Татищев, Степан Лазаревич
Степан Лазаревич Татищев (ум. 1643) — русский государственный и военный деятель, воевода в Смутное время и во времена правления Михаила Фёдоровича.
Из дворянского рода Татищевы. Единственный сын Лазаря Афанасьевича Татищева.

## Биография
Упомянут дворянином. В 1610 году — под Смоленском с великими послами Боярской думы к польскому королю Сигизмунду III, откуда возвратился в следующем году и в это же время упомянут стольником. 13 мая 1613 года отправлен Дмитрием Пожарским из Ярославля в Новгород с грамотами к митрополиту Исидору, боярину Ивану Одоевскому и шведскому военачальнику Якобу Делагарди и 1 июня с ответными грамотами этих лиц возвратился в Ярославль к Пожарскому, заняв место воеводы в рати последнего в походе на Москву.
В 1616-1640 годах московский дворянин. В 1617 году назначен вторым воеводою в Вязьме. В 1618—1619 годах — полковой воевода в Болхове. В сентябре 1623 года послан по станам в государевом «походе» из Москвы в Троице-Сергиев монастырь и обратно. В 1625—1627 годах — второй воевода в Терках. В 1631 году — объезжий голова для бережения от огня и от всякого воровства в московском Китай-городе. В праздник Пасхи 10 апреля 1631 и 1 апреля 1632 года — «видел светлые царские очи». В 1633 году — объезжий голова для той же цели за Яузскими воротами в Москве. В бытность царя в селе Покровском 23 мая 1637 года дневал и ночевал на государевом дворе в Кремле.
Поместный оклад ему в 1632 году в 1000 четей и денежный в 90 рублей
В 1642 году за старостью отставлен от службы и через год умер.

## Семья
От брака с неизвестной имел детей:
- Татищев Юрий Степанович.
- Татищев Алексей-Богдан Степанович — объезжий голова (1633).
- Татищев Михаил Степанович — стряпчий, девятый дворянин посольства на съезде с польскими послами (1662).